# 女のねがい
「女のねがい」（おんなのねがい）は、宮史郎とぴんからトリオの2枚目のシングルである。1972年12月25日に、日本コロムビアより発売された。

## 解説
前作「女のみち」と共に、15週間で同時にトップ10にランクインした。売上総数は109.4万枚でぴんからトリオとしては「女のみち」に次ぐミリオンヒット曲となり年間売り上げ枚数、ヒット曲順位も第2位を獲得した。1973年の1位2位をぴんからトリオが独占、1位は前年に大ヒットし1位をも獲得した「女のみち」である。。

## 収録曲
- 作詞・作曲：並木ひろし　編曲：甲斐靖文

A面
1. 女のねがい (4:23)

B面
1. 男とは… (3:20)